# Samenstelling Belgische Senaat 1892-1894
De lijst van leden van de Belgische Senaat van 1892 tot 1894. De Senaat telde toen 76 zetels. Het nationale kiesstelsel was in die periode gebaseerd op cijnskiesrecht, volgens een systeem van een meerderheidsstelsel, gecombineerd met een districtenstelsel. Iedere Belg die ouder dan 25 jaar was en een bepaalde hoeveelheid cijns betaalde, kreeg stemrecht. Hierdoor was er een beperkt kiezerskorps. 
De legislatuur liep van 12 juli 1892 tot 27 juni 1894 en volgde uit de verkiezingen van 14 juni 1892, waarbij alle 76 senatoren werden verkozen. 
Tijdens deze legislatuur waren achtereenvolgens de regering-Beernaert (oktober 1884 - maart 1894) en de regering-De Burlet (maart 1894 - februari 1896) in functie. Dit waren beiden katholieke meerderheden.

## Samenstelling
| Begin legislatuur (1892) | Begin legislatuur (1892) | Begin legislatuur (1892) | Einde legislatuur (1894) | Einde legislatuur (1894) | Einde legislatuur (1894) |
| Fractie                  | Fractie                  | Zetels                   | Fractie                  | Fractie                  | Zetels                   |
| ------------------------ | ------------------------ | ------------------------ | ------------------------ | ------------------------ | ------------------------ |
|                          | Katholieken              | 46                       |                          | Katholieken              | 45                       |
|                          | Liberalen                | 30                       |                          | Liberalen                | 30                       |
|                          | Vacant                   | -                        |                          | Vacant                   | 1                        |

Wijzigingen in fractiesamenstelling:
- In augustus 1893 overlijdt de katholiek Jean-Baptiste Cornet. Hij wordt niet meer vervangen.

## Lijst van de senatoren

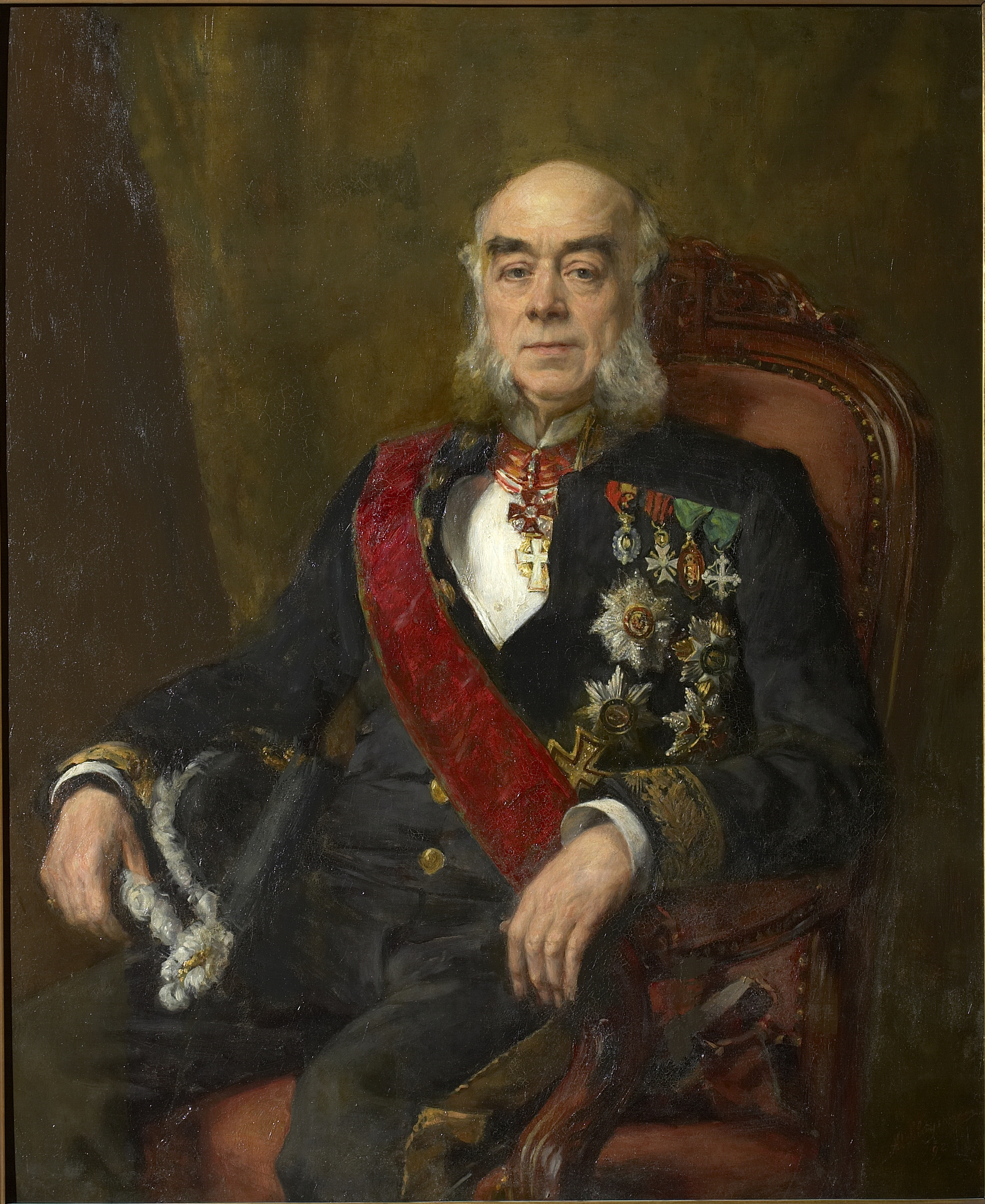
Senaatsvoorzitter graaf 't Kint de Roodenbeke

| Senator                                | Partij    | Aanduiding                   | Kieskring         | Opmerkingen                                                           |
| -------------------------------------- | --------- | ---------------------------- | ----------------- | --------------------------------------------------------------------- |
| Jean Van Put                           | Katholiek | Rechtstreeks gekozen senator | Antwerpen         |                                                                       |
| Gaston de Pret Roose de Calesberg      | Katholiek | Rechtstreeks gekozen senator | Antwerpen         |                                                                       |
| Ferdinand Le Grelle                    | Katholiek | Rechtstreeks gekozen senator | Antwerpen         |                                                                       |
| Frédégand Cogels                       | Katholiek | Rechtstreeks gekozen senator | Antwerpen         |                                                                       |
| Charles della Faille de Leverghem      | Katholiek | Rechtstreeks gekozen senator | Antwerpen         |                                                                       |
| Joseph d'Ursel                         | Katholiek | Rechtstreeks gekozen senator | Mechelen          |                                                                       |
| Raymond de Meester de Betzenbroeck     | Katholiek | Rechtstreeks gekozen senator | Mechelen          |                                                                       |
| René van de Werve                      | Katholiek | Rechtstreeks gekozen senator | Turnhout          |                                                                       |
| Charles de Gruben                      | Katholiek | Rechtstreeks gekozen senator | Turnhout          |                                                                       |
| Alfred de Brouckère                    | Liberaal  | Rechtstreeks gekozen senator | Brussel           |                                                                       |
| Eugène Goblet d'Alviella               | Liberaal  | Rechtstreeks gekozen senator | Brussel           |                                                                       |
| Edouard Hubert Brunard                 | Liberaal  | Rechtstreeks gekozen senator | Brussel           |                                                                       |
| Ernest Solvay                          | Liberaal  | Rechtstreeks gekozen senator | Brussel           |                                                                       |
| Louis Robert                           | Liberaal  | Rechtstreeks gekozen senator | Brussel           |                                                                       |
| Jean Crocq                             | Liberaal  | Rechtstreeks gekozen senator | Brussel           |                                                                       |
| Charles Van Halteren                   | Liberaal  | Rechtstreeks gekozen senator | Brussel           |                                                                       |
| Albert Vaucamps                        | Liberaal  | Rechtstreeks gekozen senator | Brussel           |                                                                       |
| Armand Steurs                          | Liberaal  | Rechtstreeks gekozen senator | Brussel           |                                                                       |
| Edmond Willems                         | Katholiek | Rechtstreeks gekozen senator | Leuven            | Quaestor.                                                             |
| Edouard Descamps                       | Katholiek | Rechtstreeks gekozen senator | Leuven            |                                                                       |
| Jules Roberti                          | Katholiek | Rechtstreeks gekozen senator | Leuven            |                                                                       |
| Félix De Broux                         | Katholiek | Rechtstreeks gekozen senator | Nijvel            |                                                                       |
| Dominique Brunard                      | Liberaal  | Rechtstreeks gekozen senator | Nijvel            |                                                                       |
| Léon van Ockerhout                     | Katholiek | Rechtstreeks gekozen senator | Brugge            |                                                                       |
| Georges de Crombrugghe de Looringhe    | Katholiek | Rechtstreeks gekozen senator | Brugge            |                                                                       |
| Charles de Coninck de Merckem          | Katholiek | Rechtstreeks gekozen senator | Veurne-Diksmuide  | Voorzitter van de commissie Oorlog.                                   |
| Aloïs Verbeke                          | Liberaal  | Rechtstreeks gekozen senator | Oostende          |                                                                       |
| Adile Eugène Mulle de ter Schueren     | Katholiek | Rechtstreeks gekozen senator | Tielt             |                                                                       |
| Alberic Descantons de Montblanc        | Katholiek | Rechtstreeks gekozen senator | Roeselare         |                                                                       |
| Paul de Bethune                        | Katholiek | Rechtstreeks gekozen senator | Kortrijk          | Ondervoorzitter en voorzitter van de commissie Financiën.             |
| Jules Lammens                          | Katholiek | Rechtstreeks gekozen senator | Kortrijk          | Voorzitter van de commissie Justitie.                                 |
| Arthur Surmont de Volsberghe           | Katholiek | Rechtstreeks gekozen senator | Ieper             | Voorzitter van de commissie Binnenlandse Zaken en Openbaar Onderwijs. |
| Henri t'Kint de Roodenbeke             | Katholiek | Rechtstreeks gekozen senator | Eeklo             | Senaatsvoorzitter en voorzitter van de commissie Buitenlandse Zaken.  |
| Edgard de Kerchove d'Ousselghem        | Katholiek | Rechtstreeks gekozen senator | Gent              |                                                                       |
| Astère Vercruysse de Solart            | Katholiek | Rechtstreeks gekozen senator | Gent              |                                                                       |
| Gérard Cooreman                        | Katholiek | Rechtstreeks gekozen senator | Gent              |                                                                       |
| Floribert Soupart                      | Katholiek | Rechtstreeks gekozen senator | Gent              |                                                                       |
| Florimond de Brouchoven de Bergeyck    | Katholiek | Rechtstreeks gekozen senator | Sint-Niklaas      |                                                                       |
| Stanislas Vilain XIIII                 | Katholiek | Rechtstreeks gekozen senator | Sint-Niklaas      | Quaestor.                                                             |
| Adolphe Christyn de Ribaucourt         | Katholiek | Rechtstreeks gekozen senator | Dendermonde       | Secretaris.                                                           |
| Honoré Limpens                         | Katholiek | Rechtstreeks gekozen senator | Dendermonde       |                                                                       |
| Oscar Pycke de Peteghem                | Katholiek | Rechtstreeks gekozen senator | Oudenaarde        |                                                                       |
| Charles Van Vreckem                    | Katholiek | Rechtstreeks gekozen senator | Aalst             |                                                                       |
| Charles Liénart                        | Katholiek | Rechtstreeks gekozen senator | Aalst             |                                                                       |
| Louis Hardenpont                       | Liberaal  | Rechtstreeks gekozen senator | Bergen            | Secretaris.                                                           |
| Achille Legrand                        | Liberaal  | Rechtstreeks gekozen senator | Bergen            |                                                                       |
| Alfred Dethuin                         | Liberaal  | Rechtstreeks gekozen senator | Bergen            |                                                                       |
| Gustave Boël                           | Liberaal  | Rechtstreeks gekozen senator | Zinnik            |                                                                       |
| Jean-Baptiste Cornet                   | Katholiek | Rechtstreeks gekozen senator | Zinnik            | Cornet overlijdt op 30 augustus 1893, maar wordt niet meer vervangen. |
| Louis Bonnet                           | Liberaal  | Rechtstreeks gekozen senator | Doornik           |                                                                       |
| Jules Stiénon du Pré                   | Katholiek | Rechtstreeks gekozen senator | Doornik           |                                                                       |
| Emile Henri d'Oultremont               | Katholiek | Rechtstreeks gekozen senator | Aat               |                                                                       |
| Joseph Paris                           | Liberaal  | Rechtstreeks gekozen senator | Thuin             |                                                                       |
| Jules Audent                           | Liberaal  | Rechtstreeks gekozen senator | Charleroi         |                                                                       |
| Amédée Fourcault                       | Liberaal  | Rechtstreeks gekozen senator | Charleroi         |                                                                       |
| Edmond Piret-Goblet                    | Liberaal  | Rechtstreeks gekozen senator | Charleroi         |                                                                       |
| Emile Van den Dooren                   | Liberaal  | Rechtstreeks gekozen senator | Charleroi         |                                                                       |
| Alfred Magis                           | Liberaal  | Rechtstreeks gekozen senator | Luik              | Vervangt vanaf 25 april 1893 de overleden Alban Poulet.               |
| Georges Montefiore-Levi                | Liberaal  | Rechtstreeks gekozen senator | Luik              |                                                                       |
| Emile Dupont                           | Liberaal  | Rechtstreeks gekozen senator | Luik              | Ondervoorzitter.                                                      |
| Ernest Nagelmackers                    | Liberaal  | Rechtstreeks gekozen senator | Luik              |                                                                       |
| Frédéric Braconier                     | Liberaal  | Rechtstreeks gekozen senator | Luik              | Voorzitter van de commissie Spoorwegen, Posterijen en Telegrafie.     |
| Gustave de Lhoneux                     | Liberaal  | Rechtstreeks gekozen senator | Hoei              |                                                                       |
| Edmond de Selys Longchamps             | Liberaal  | Rechtstreeks gekozen senator | Borgworm          | Voorzitter van de commissie Landbouw, Nijverheid en Openbare Werken.  |
| Alfred Simonis                         | Katholiek | Rechtstreeks gekozen senator | Verviers          |                                                                       |
| Henry Lejeune Vincent                  | Liberaal  | Rechtstreeks gekozen senator | Verviers          | Vervangt vanaf 25 april 1893 de overleden Guillaume Peltzer.          |
| Edmond Whettnall                       | Katholiek | Rechtstreeks gekozen senator | Hasselt           |                                                                       |
| François de Borchgrave d'Altena        | Katholiek | Rechtstreeks gekozen senator | Tongeren          |                                                                       |
| Charles Arthur de Hemricourt de Grunne | Katholiek | Rechtstreeks gekozen senator | Maaseik           | Secretaris.                                                           |
| Philippe de Limburg Stirum             | Katholiek | Rechtstreeks gekozen senator | Neufchâteau       |                                                                       |
| Grégoire Orban de Xivry                | Katholiek | Rechtstreeks gekozen senator | Bastenaken-Marche |                                                                       |
| Théophile Finet                        | Liberaal  | Rechtstreeks gekozen senator | Aarlen-Virton     |                                                                       |
| Eugène van der Stegen de Schrieck      | Katholiek | Rechtstreeks gekozen senator | Philippeville     |                                                                       |
| Alfred d'Huart                         | Katholiek | Rechtstreeks gekozen senator | Dinant            | Secretaris.                                                           |
| Camille Moncheur                       | Katholiek | Rechtstreeks gekozen senator | Namen             |                                                                       |
| Léon de Pitteurs de Budingen           | Katholiek | Rechtstreeks gekozen senator | Namen             |                                                                       |